# Waldemar Koehne
Waldemar Koehne (* 28. September 1880 in Danzig; † 27. Dezember 1938 in Berlin) war ein deutscher Reichsgerichtsrat.

## Leben
Als Konfession wird zuerst evangelisch genannt, seit 1898 freimosaisch. Seine erste juristische Staatsprüfung legte er 1901 mit „ausreichend“, die zweite 1906 auch mit „ausreichend“ ab. Zum Gerichtsassessor wurde er Mitte Juli 1906 ernannt. Ein halbes Jahr später (1907) wurde er Hilfsrichter beim LG Danzig. 1910 wurde Waldemar Koehne Landrichter beim Landgericht Bartenstein. Landgerichtsrat wird er in der Republik 1920, ein Jahr später Kammergerichtsrat beim Kammergericht Berlin. 1930 wird er zunächst Hilfsrichter beim Reichsgericht, dann 1931 Reichsgerichtsrat. Bis 1933 war er im II. Strafsenat des Reichsgerichts. Dann wurde er in den II. Zivilsenat versetzt. Er wurde am 1. August 1935 in den Ruhestand versetzt (da er jüdischer Herkunft war). Am 27. Dezember 1938 ist er durch Selbstmord aus dem Leben geschieden.

## Schriften
- Vertretung im Empfang von empfangsbedürftigen Willenserklärungen, insbesondere auch bei Mehrheit von Vertretern, nach Bürgerlichem Gesetzbuch, Diss. Rostock 1902, Berlin 1902.
- „Zur Frage der Kostenlast im Strafprozess“, Deutsche Juristen-Zeitung, Jahrgang 10 (1905), Sp. 1057.